# Даріо Мартін
Даріо Мартін (італ. Dario Martin; 19 січня 1903, Пінероло — 20 червня 1952, Пінероло) — італійський футболіст, що грав на позиції півзахисника, зокрема за клуб «Торіно», а також національну збірну Італії.

## Клубна кар'єра
У дорослому футболі дебютував 1920 року виступами за команду «Торіно», в якій провів чотирнадцять сезонів, взявши участь у 250 матчах чемпіонату. 1928 року виборов титул чемпіона Італії.
Завершував ігрову кар'єру у команді «Пінероло» з рідного міста, за яку виступав протягом 1934—1937 років.

## Виступи за збірну
1927 року дебютував в офіційних матчах у складі національної збірної Італії. Свою другу і останню гру за національну команду провів лише влітку 1930 року.
Помер 20 червня 1952 року на 50-му році життя у місті Пінероло.
| Дата       | Місто   | Господарі | Результат | Гості   | Турнір           | Голи | Примітки |
| ---------- | ------- | --------- | --------- | ------- | ---------------- | ---- | -------- |
| 24/04/1927 | Париж   | Франція   | 3 – 3     | Італія  | товариський матч | 0    |          |
| 22/06/1930 | Болонья | Італія    | 2 – 3     | Іспанія | товариський матч | 0    |          |
| Усього     |         | Матчів    | 2         |         | Голів            | 0    |          |

## Титули і досягнення
- Чемпіон Італії (1):

«Торіно»: 1927–1928